# Part II
Part II é o segundo álbum de estúdio do cantor norte-americano Brad Paisley. Foi lançado em 29 de maio de 2001, pela editora discográfica Arista Nashville.

## Lista de faixas
| N.º | Título                                                               | Compositor(es)                         | Duração |  |
| 1.  | "Two Feet of Topsoil"                                                | Brad Paisley, Robert Arthur            | 2:46    |  |
| 2.  | "I'm Gonna Miss Her"                                                 | Paisley, Frank Rogers                  | 3:14    |  |
| 3.  | "Part Two"                                                           | Paisley, Kelley Lovelace               | 3:35    |  |
| 4.  | "Wrapped Around"                                                     | Paisley, Chris DuBois, Lovelace        | 3:22    |  |
| 5.  | "Two People Fell in Love"                                            | Paisley, Lovelace, Tim Owens           | 4:07    |  |
| 6.  | "Come On Over Tonight"                                               | Paisley, Chely Wright                  | 4:33    |  |
| 7.  | "You'll Never Leave Harlan Alive"                                    | Darrell Scott                          | 5:04    |  |
| 8.  | "I Wish You'd Stay"                                                  | Paisley, DuBois                        | 6:17    |  |
| 9.  | "All You Really Need Is Love"                                        | Paisley, DuBois, Rogers                | 2:44    |  |
| 10. | "Munster Rag" (instrumental)                                         | Paisley, James Gregory, Mitch McMichen | 3:15    |  |
| 11. | "You Have That Effect on Me"                                         | Paisley, Rogers                        | 4:22    |  |
| 12. | "Too Country" (featuring Buck Owens, Bill Anderson and George Jones) | Bill Anderson, Chuck Cannon            | 3:31    |  |
| 13. | "The Old Rugged Cross" (live at The Grand Ole Opry)                  | Traditional                            | 3:51    |  |

## Desempenho nas tabelas musicais
| Parada                                    | Melhor posição |
| ----------------------------------------- | -------------- |
| Estados Unidos - Billboard Country Albums | 3              |
| Estados Unidos - Billboard 200            | 31             |

| País           | Associação   | Certificação | Vendas     |
| -------------- | ------------ | ------------ | ---------- |
| Canadá         | Music Canada | Ouro         | 40.000+    |
| Estados Unidos | RIAA         | Platina      | 1,000.000+ |